# واوبکسی
واوبکسی (به فرانسوی: Vaubexy) یک کمون در فرانسه است که در Canton of Dompaire واقع شده‌است.

## خصوصیات
واوبکسی ۶٫۵۲ کیلومترمربع مساحت و ۱۱۳ نفر جمعیت دارد و ۳۰۵ متر بالاتر از سطح دریا واقع شده‌است.